# Transplacentární infekce
Transplacentární infekce je způsob přenosu patogenu z matky na plod během gravidity. Vyskytuje se u lidí i zvířat. Celá řada virů, baktérií, prvoků či helmintů je schopna pronikat skrze placentární bariéru a infikovat tak plod. Infekce plodu může vést k vzniku potratů matek a samic, narození nemocných nebo málo životných mláďat, různě fyzicky či mentálně poškozených novorozeňat. V neposlední řadě novorozenci a mláďata se mohou jevit zdraví, ale mohou být trvalými nosiči patogenu a zdrojem infekce pro další jedince (zejména u virových infekcí).

## Příklady
Nejznámější příklady patogenů přenášených transplacentární cestou dle kategorií:
- Viry
  - u lidí: HIV (AIDS)[1]
  - u zvířat: virus bovinní virové diarei (BVD)[2], virus infekční bovinní rhinotracheitidy (IBR)[3]

- Baktérie
  - u lidí: Brucella sp. (brucelóza)[4]
  - u zvířat: Brucella abortus (brucelóza)[5], Chlamydophilla abortus

- Prvoci
  - u lidí: Toxoplasma gondii (toxoplasmóza)[6],
  - u zvířat: Toxoplasma gondii (toxoplasmóza)[6], Tetratrichomonas foetus, Neospora caninum[7]

- Helminti
  - u lidí: Trichinella spiralis[8]
  - u zvířat: Toxocara canis[9]